# Деспортіву 4 де Абріл
Футебол Клубе Деспортіву 4 де Абріл або просто ФК Деспортіву 4 де Абріл (порт. Futebol Clube Desportivo 4 de Abril) — професіональний ангольський футбольний клуб з міста Менонге, в провінції Квандо-Кубанго.

## Історія клубу
Клуб було зановано в 2012 році, він отримав свою назву в пам'ять про подію, яка відбулася 4 квітня 2002 року. Цього дня уряд Анголи та повстанці з організації УНІТА підписали «Меморандум взаємопорозуміння» як додаток до Лусакського протоколу, який поклав кінець громадянській війні, що тривала 27 років з моменту ппроголошення незалежності Анголи в 1975 році. Цей день в країні отримав назву День Миру в Анголі та був проголошений національним святом.
В 2015 році команда зайняла 2-ге місце в своїй серії в Гіра Анголі, другому за силою дивізіоні чемпіонату Анголи та виграла двоматчеву серію плей-оф проти другої за рейтингом команди з іншої серії Гіра Анголи і забезпечила собі місце в Гіраболі на сезон 2016 року.

## Досягнення
- Гіра Ангола (Серія B)
  -  Срібний призер (1): 2015

## Статистика виступів у національному чемпіонаті
| 2013 ГА C | 2014 ГА C | 2015 ГА B | 2016 ГБ |
|           |           |           |         |
|           |           | 2*        |         |
| 3         | 3         |           |         |
|           |           |           |         |
|           |           |           |         |
|           |           |           |         |

* Вихід до Гірабола 2016 
ГА C = Гіра Анголи (другий дивізіон) Серія C; ГБ = Гірабола (перший дивізіон)

## Склад команди
Станом на 21 серпня 2016
| №  | Поз. | Нац.     | Гравець    |
| -- | ---- | -------- | ---------- |
| 1  | ВР   | Ангола   | Тоні       |
| 2  | ЗХ   | Ангола   | Шавіту     |
| 3  | ЗХ   | Ангола   | Кізомбе    |
| 4  | ЗХ   | Ангола   | Кампуш     |
| 5  | НП   | Ангола   | Дуду       |
| 6  | ПЗ   | Ангола   | Кадіата    |
| 7  | НП   | Ангола   | Жессі      |
| 8  | ПЗ   | Камерун  | Едгард (c) |
| 9  | НП   | Ангола   | Пілола     |
| 10 | ПЗ   | ДР Конго | Део Канда  |
| 11 | НП   | Ангола   | Манушу     |
| 12 | ВР   | Ангола   | Рошана     |
| 13 | ЗХ   | Ангола   | Празереш   |

| №  | Поз. | Нац.       | Гравець                        |
| -- | ---- | ---------- | ------------------------------ |
| 14 | ЗХ   | Ангола     | Хіппі Домінгуш Паулу Жоау Жозе |
| 15 | ЗХ   | Ангола     | Матамба                        |
| 17 | ПЗ   | Ангола     | Геуда                          |
| 18 | НП   | Кабо-Верде | Дані Мендеш Рібейру            |
| 19 | ПЗ   | Ангола     | Борра                          |
| 20 |      | Ангола     | Палушу                         |
| 23 | ПЗ   | Ангола     | Пайту                          |
| 26 | ЗХ   | Ангола     | Жаїр                           |
| 27 | ПЗ   | Ангола     | Лелу                           |
| 29 | ПЗ   | Ангола     | Руї                            |
| 33 |      | Ангола     | Іванілсон                      |
| –  |      | Ангола     | Шав'єр                         |

## Відомі гравці
- Део Канда
- Олівіу Пілолаш

## Відомі тренери
- Жоау Машаду (2013–)